# Arte Nanban

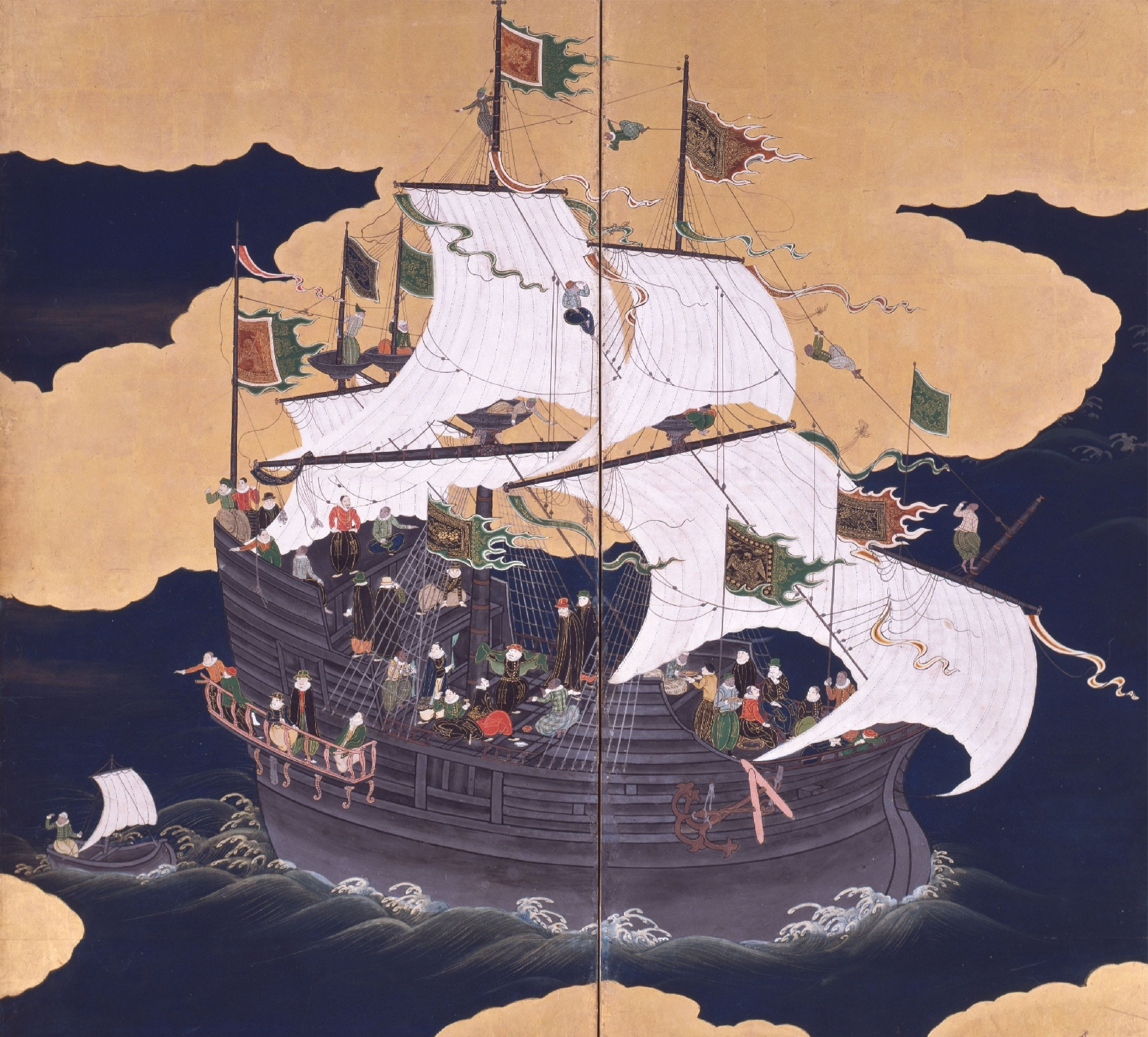
Representação Namban de uma Carraca portuguesa

A origem do nome Nanban (em japonês:  南蛮美術) vem de "Nanban-jin", ou "bárbaros do sul", termo com que os japoneses apelidaram os europeus. A arte Nanban desenvolveu-se no Japão entre 1500-1600, durante o chamado Período de comércio Nanban influenciado pelos primeiros contactos com europeus, iniciados com a chegada dos portugueses em 1543. É necessário que insiramos a arte Nanban no contexto dos descobrimentos portugueses. Com efeito a chegada dos portugueses no Japão faz-se depois de todos os outros descobrimentos que começaram em 1415 com a tomada de Ceuta. Assim reflecte os contactos comerciais com europeus, no que é um dos primeiros exemplos conhecidos de ocidentalização da Ásia. 

## As grandes estapas dos descobrimentos

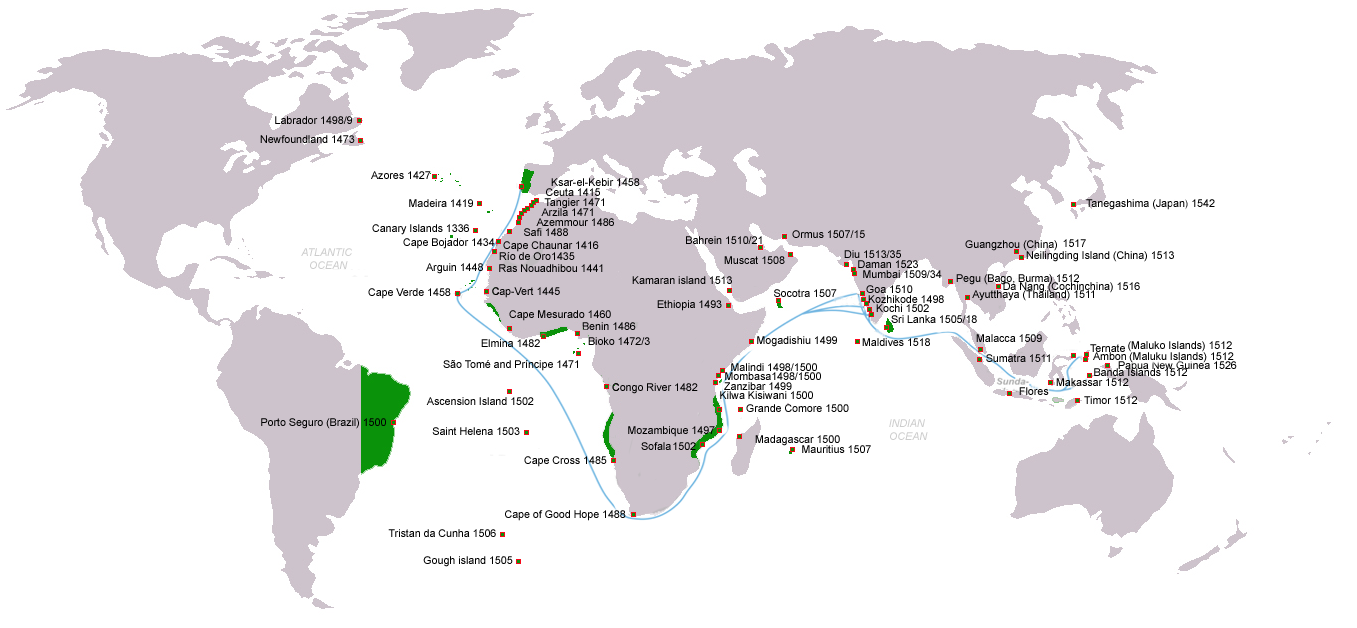
Representação do mapa dos descobrimentos Portugueses

- 1415: Tomada de Ceuta pelo infante Dom Henrique
- 1419: Descoberta da Madeira
- 1427: Descoberta dos Açores
- 1434: Passagem do Cabo Bojador por Gil Eanes
- 1456: Descoberta do Arquipelago  Cabo Verde por Cadamosto
- 1471: Descoberta de São Tomé e Principe
- 1482: Tomada do Rio Congo por Diogo Cão
- 1488: Passagem do Cabo da Boa Esperança por Bartolomeu Dias
- 1497: Descoberta de Moçambique
- 1498: Chegada a Calecute com Vasco de Gama
- 1500: Descoberta de Porto Seguro por Pedro Álvares Cabral
- 1512: Descoberta de Timor
- 1543: Chegada dos Portugueses a Tanegashima no Japão

## Composição
Os biombos são constituídos por seis leques que eram rematados por uma fina moldura em laca. Mais particularmente são compostos por dois elementos de seis folhas articuladas mas é possível que se componham por um número variável de folhas articuladas .Os pintores  executam-nos numa estrutura leve de engradado em madeira, coberta  por sucessivas folhas de papel, com um fundo de folha de ouro. Os biombos eram geralmente executados aos pares, para dividir os espaços em salas e podem ser destinados  a espaços de grande cerimonial. Lêm-se da esquerda para a direita.

## Um símbolo das relações luso-japonesas
Em geral os biombos são comparados com um livro de imagens ou com uma banda desenhada que conta a viagem dos portugueses até ao Japão em 1543 e o encontro de duas civilizações diferentes e quase opostas. Podemos falar dum “choque das civilizações" que se encontram “frente a frente”. Desenvolveu-se a partir dessa data um intercâmbio comercial e cultural que ficou registado nos pares de biombos. Embora nos biombos, os japoneses nos dêem uma visão um pouco idílica das viagens,  esta visão não corresponde à realidade. Na verdade eram viagens terríveis, longas, com mortes, doenças, dramas e perigos.

## O tema representado
Os japoneses  têm uma cultura muito requintada e respeitadora, o que estabelece, a seu ver, um contraste com os portugueses chamados "bárbaros do sul". Com efeito os japoneses gozam os portugueses que são  ridicularizados e caricaturados.  Parecem palhaços como as personagens da Comédia del Arte. Com efeito estão representados com calças inchadas, trajes estranhos e têm narizes compridos. Assim, identificam-se também as sedas da China, os animais exóticos, e todos os restantes produtos transaccionados pelos portugueses em diversos portos do Oriente. Na realidade, os japoneses mostram a historia dos portugueses utilizando um ponto de vista oriental porque vêm os portugueses com o olhar dum outro mundo, muito crítico. Assim nos biombos podemos encontrar as diferentes classes sociais:
-O clero: membros de várias ordens missionárias
-A capitão da Nau
-A burguesia mercantil (com a presença de preciosas e exóticas  mercadorias)
-Os navegadores
Para mais, a nau é comparada com um circo e a tripulação transforma-se em acrobatas. Por intermédio dos biombos, os japoneses valorizam o seu país porque descrevem um ambiente festivo e alegre, uma novidade . A seu ver os navegadores estão contentes, satisfeitos por terem encontrado um novo mundo maravilhoso, ainda melhor do que nos seus sonhos. O resto são efeitos hiperbólicos. No entanto estes dois povos diferentes contribuíram para se enriquecerem mutuamente num ambiente pacífico e de respeito. Por exemplo os japoneses influenciaram a culinária portuguesa com os coentros e os portugueses a culinária japonesa com a tempura.

## Algumas informações complementares
Uma das maiores colecções de arte Nanban está preservada no Museu da Cidade de Kobe, no Japão. Também em Lisboa, no Museu Nacional de Arte Antiga, se pode ver uma importante colecção de biombos Namban mostrando os portugueses a negociar no Japão. 
Aliás, um filme de animação foi projectado no Pavilhão de Portugal por ocasião da exposição universal de 1998 para que as pessoas compreendam esta cultura tão desconhecida e representada duma maneira implícita pelos biombos. Por exemplo quando as pessoas estão de luto se vestem com roupas brancas ao contrário dos ocidentais que preferem vestir-se de preto. Ou ainda,  as crianças aprendem em primeiro lugar a escrever antes de ler enquanto na cultura ocidental se faz exactamente um aprendizagem inversa...
A poetisa Sophia de Mello Breyner Andresen fez num poema a descrição dos biombos Nanban usando metáforas e sinestesias para mostrar a sua preferência pelos Japoneses.

## Galeria

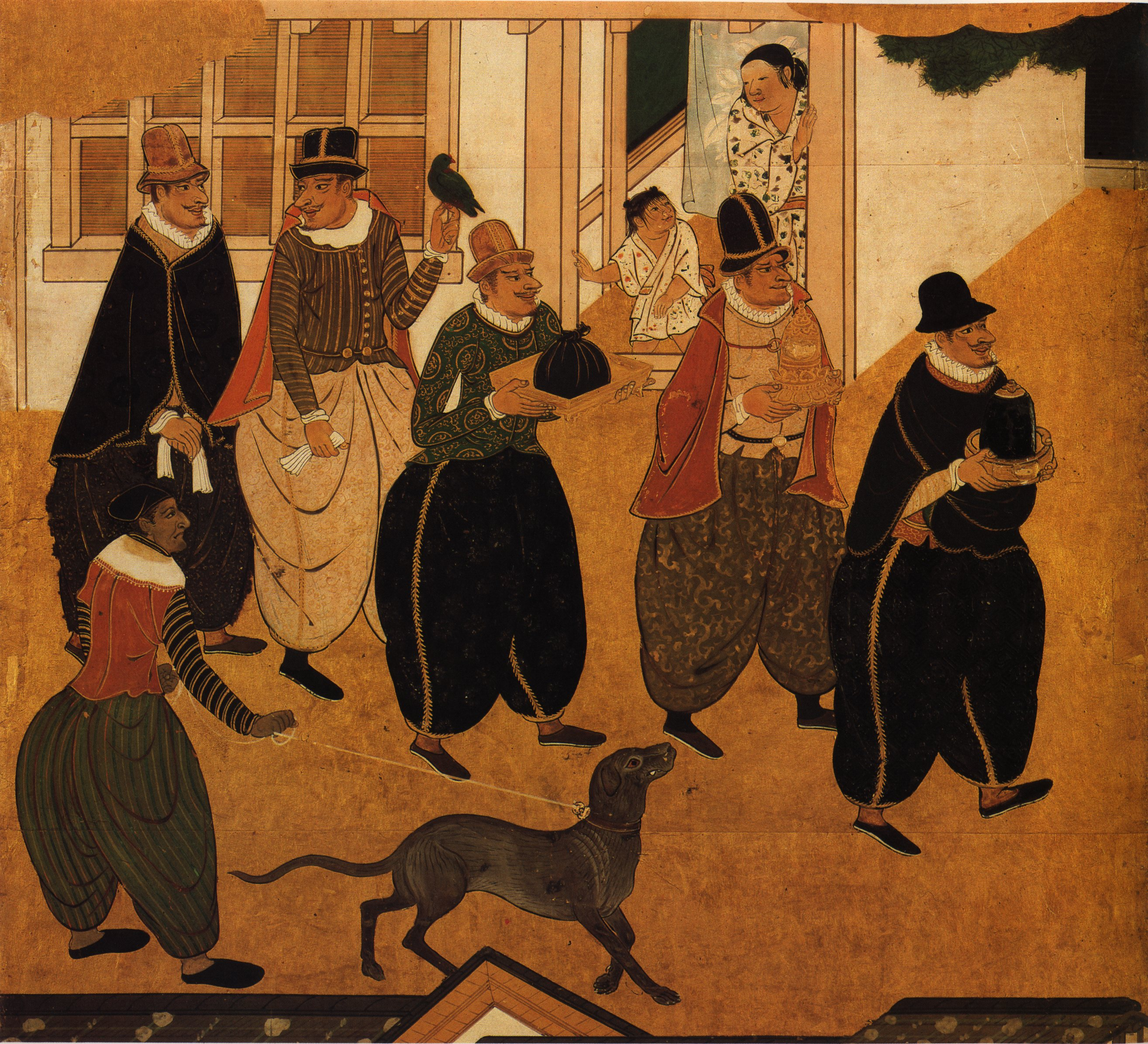
Pormenor de biombos mostrando os "bárbaros do Sul" atribuídos a Kano Domi, entre 1593 et 1600
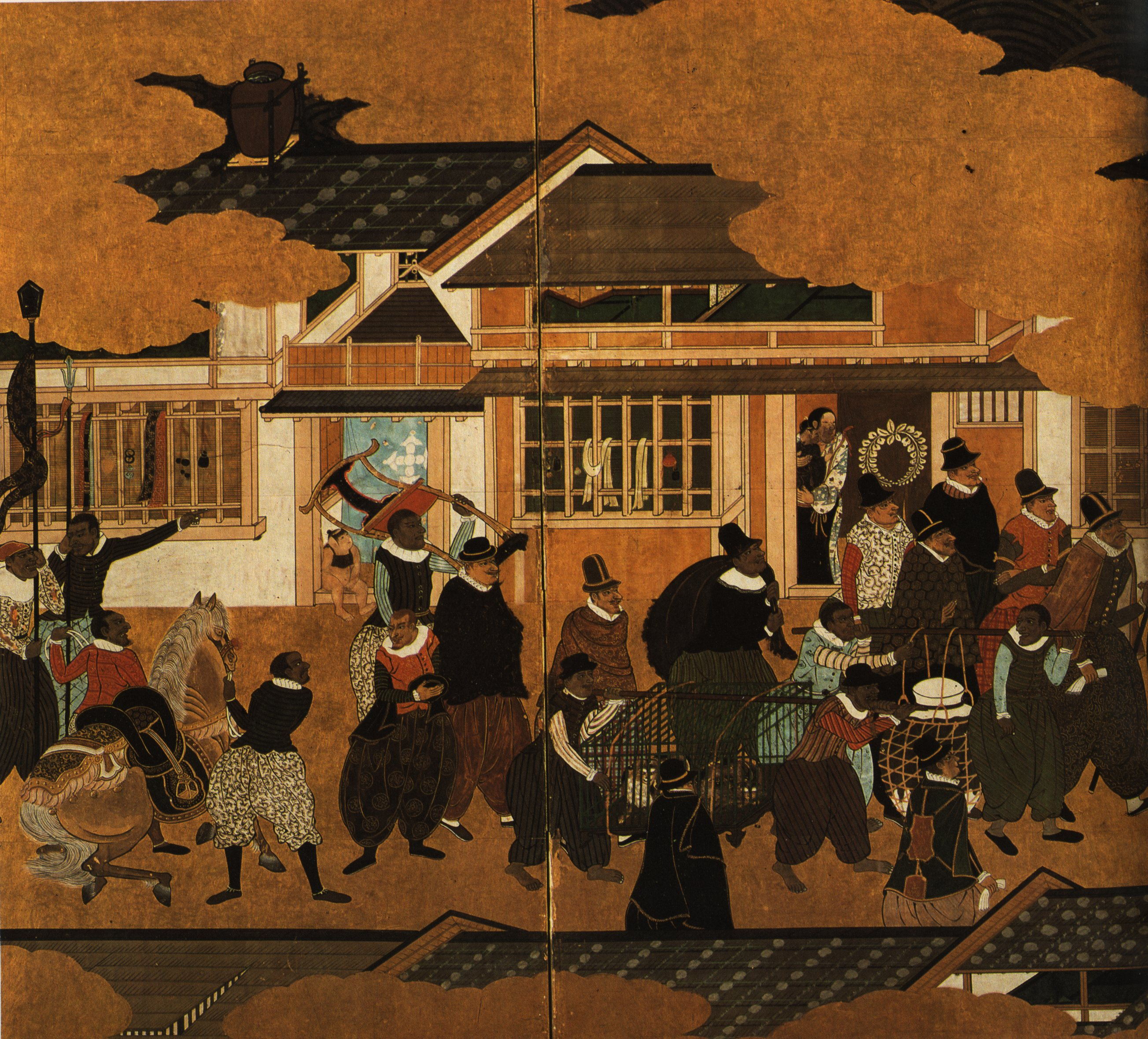
"Bárbaros do Sul" atribuídos a Kano Domi, entre 1593 et 1600
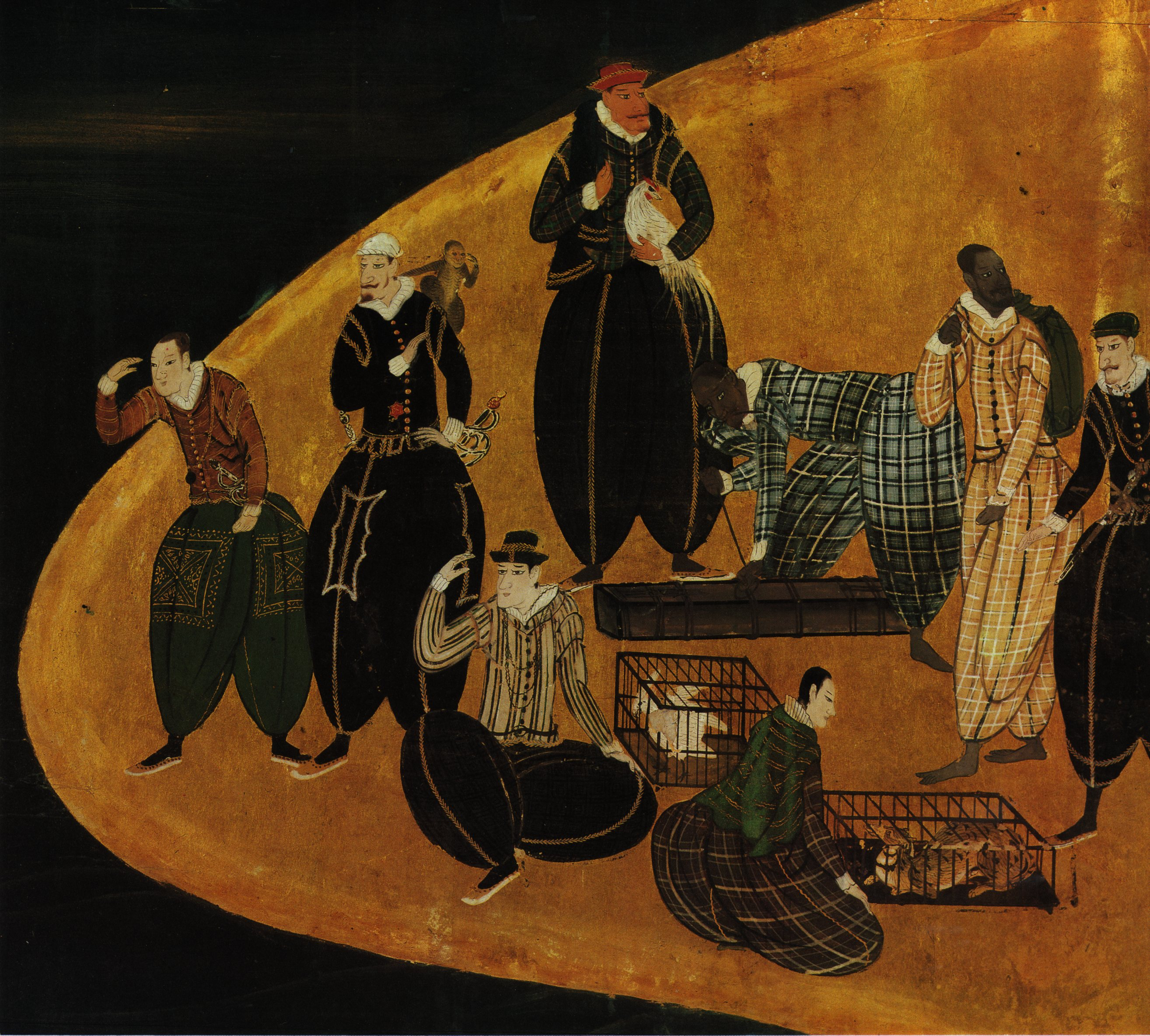
"Bárbaros do Sul" atribuídos a Kano Naizen, 1570-1616